# Peterbald
| Peterbald                                        | Peterbald                                        |
| Standard: - TICA (PDF-Datei; 72 kB) - WCF - FIFe | Standard: - TICA (PDF-Datei; 72 kB) - WCF - FIFe |
| ------------------------------------------------ | ------------------------------------------------ |
| Schulterhöhe                                     |                                                  |
| Länge                                            |                                                  |
| Gewicht                                          | Kater: Ø ? kg Katze: Ø ? kg                      |
| erlaubte Farben                                  | alle                                             |
| nicht erlaubte Farben                            | keine                                            |
| erlaubte Fellzeichnung                           | alle                                             |
| Liste der Katzenrassen                           |                                                  |

Die Peterbald ist eine nackte Katzenrasse russischen Ursprungs.

## Geschichte
Die Peterbald entstand in der zweiten Hälfte des Jahres 1994 in St. Petersburg, Russland als Ergebnis der experimentellen Kreuzung einer männlichen Don Sphynx (auch als Don Hairless, Donskoy oder Donsky bekannt) namens Afinogen Myth mit einer weiblichen Orientalisch Kurzhaar, Weltchampion Radma von Jagerhov durch die russische Wissenschaftlerin Olga S. Mironowa. Die ersten vier Peterbalds aus zwei Verpaarungen und damit die Begründer der Rasse waren: Mandarin iz Murino, Muscat iz Murino, Nezhenka iz Murino und Nocturne iz Murino.
Der russische Katzenverband Selectional Feline Federation (SFF) akzeptierte die Rasse 1996 und erstellte den ersten Standard. Die TICA zog 1997 nach, die WCF ließ sich bis 2003 damit Zeit.
Heute entwickelt sich die Rasse in die Richtung der modernen Orientalen und Siamesen, mit langer Schnauze, großen, weit gesetzten Ohren, flachen Wangenknochen und einem eleganten Körper auf langen Beinen. Deshalb wurden in allen Standards Auskreuzungen mit diesen Rassen und ihren halblanghaarigen Verwandten, den Balinesen und Javanesen unterstützt. Seit 2005 sind aber Auskreuzungen mit den halblanghaarigen Rassen nicht mehr erlaubt.

## Beschreibung

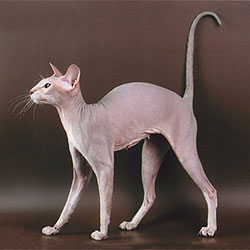
Eine weibliche Peterbald in lilac

Die Peterbald hat einen eleganten, schlanken, anmutigen und muskulösen Körperbau. Sie hat einen schmalen, langen Kopf mit geradem Profil. Die Augen sind mandelförmig. Die Schnauze ist dreieckig. Die Augen sind groß und weit gesetzt. Sie hat einen langen Schwanz. Die dünnen Beine enden in ovalen Pfoten, die es ihr erlauben, Objekte zu ergreifen oder Türklinken zu öffnen. Sie sind den Orientalisch Kurzhaar ähnlich. Durch das Gen für Haarlosigkeit können sie nackt geboren werden, mit leicht geflocktem oder velourartigem Haar, mit bürstenartigem oder glattem Haar. Mit den ersten beiden „Haarformen“ gelten sie als nackt, da diese mit der Zeit wieder ausfallen können. Die Peterbald gibt es in allen Farben und Zeichnungen.

## Temperament
Die Peterbald sind gutmütig, anhänglich, friedlich, neugierig, intelligent und voller Energie. Sie haben eine nicht ganz so laute Stimme wie die Orientalen und neigen dazu, dem Besitzer auf Schritt und Tritt zu folgen. Sie leben normalerweise harmonisch mit anderen Katzen, Haustieren und auch Kindern zusammen.